# Modibo Keïta
Modibo Keïta (Bamako, 1915. június 4. – Kidal, 1977. május 16.) szocialista politikus, 1960 és 1968 között Mali elnöke, 1960 és 1966 között Mali miniszterelnöke. Országának első elnöke. Egy vértelen katonai puccs során buktatták meg 1968-ban.